# Randwantsen
Randwantsen (Coreidae) zijn een familie van wantsen, die vooral in de tropen voorkomt, en waarvan de leden een behoorlijke grootte hebben.
Er zijn ongeveer 1900 soorten in ongeveer 267 geslachten bekend. In Europa zijn er 55 soorten vertegenwoordigd, waarvan er ongeveer 20 in Midden-Europa. Vele soorten hebben licht- tot donkerbruin lichaam met een vaak korrelige structuur, waarvan de Engelse familienaam "Leather bugs" is afgeleid. De Nederlandse naam randwants  is vanwege de bij vele soorten sterk verbrede rand van het abdomen (connexivum). 

## Kenmerken
Vertegenwoordigers van de randwants variëren sterk in grootte en vorm van het lichaam. Ze zijn 7- 45 mm lang.
Er zijn zeer stevig gebouwde soorten en zeer breekbare, dunne soorten. De vertegenwoordigers van het geslacht Thasus behoren tot de grootste op het land levende wantsen. De meeste randwantsen hebben een stevig, langwerpig elliptisch lichaam. 
Hoewel de meerderheid van de dieren onopvallend gekleurd is, zijn er vele randwantsen met levendige, opvallende kleuren. Bij enkele van deze soorten gaat het om  waarschuwingskleuren. Dat geldt met name voor de glanzende metallic kleuren van de randwantsen in de tropische regenwouden.
De dijen (femora) en schenen (tibia) van de achterpoten zijn vaak verdikt, plat of bladvormig verlengd. Ook de tweede en derde antennaal segment is vaak verbreed en verbreed plat. De bladvormige verdikte schenen hebben geleid tot een andere Engelse familienaam voor randwantsen, namelijk "leaffooted bug". De enige wants op dit moment in Nederland met zo’n bladvormige verbreding is de, bladpootrandwants (Leptoglossus occidentalis). Een exoot afkomstig uit Noord-Amerika. 
Veel soorten zijn uitgerust met stekels en knobbels. Bijna alle soorten zijn langvleugelig (macropteer). Korvleugelige (brachypteer) soorten zijn heel zeldzaam. De kop is relatief klein vergeleken met de grootte van de dieren.

## Verspreiding
De randwantsen zijn wereldwijd verspreid. Maar hebben hun belangrijkste verspreidingsgebied in de tropen en subtropen. Daar komen ook de grootste soorten en opvallend gevormde soorten voor. 

## Leefwijze
Randwantsen zijn planteneters (fytofaag). Veel soorten voeden zich met een bepaalde groep planten of zelfs met één soort pant. Andere randwantsen voeden zich met veel verschillende plantensoorten (polyfaag).
Er zijn ook voor de mens schadelijke soorten. Bijvoorbeeld de 'squash bug' (Engels voor moeswants), of Anasa tristis. Deze soort tast soorten uit de komkommerfamilie aan door een giftige stof te injecteren tijdens het zuigen van sappen, waardoor bladeren verwelken en een plant (met name jonge of kleine planten) kunnen sterven.

## Taxonomie
William Elford Leach heeft de familie voor het eerst beschreven in 1815. De kromvoelerwanten (Alydidae) en de glasvleugelwantsen (Rhopalidae) maakten toen, als onderfamilie, onderdeel uit van de randwantsen. Tegenwoordig worden zij als aparte familie beschouwd. Tot op dit moment is de verdeling in onderfamilies en geslachtengroepen (tribes) een punt van discussie. De familie randwantsen is tegenwoordig onderverdeeld als volgt:
- Onderfamilie Coreinae Leach, 1815
  - Geslachtengroep Acanthocephalini Stål, 1870
  - Geslachtengroep Acanthocerini Bergroth, 1913
  - Geslachtengroep Acanthocorini Amyot & Serville, 1843
  - Geslachtengroep Agriopocorini Miller, 1954
  - Geslachtengroep Amorbini Stål, 1873
  - Geslachtengroep Anhomoeini Hsiao, 1964
  - Geslachtengroep Anisoscelini
  - Geslachtengroep Barreratalpini Brailovsky, 1988
  - Geslachtengroep Chariesterini Stål, 1868
  - Geslachtengroep Chelinideini Blatchley, 1926
  - Geslachtengroep Cloresmini Stål, 1873
  - Geslachtengroep Colpurini Breddin, 1900
  - Geslachtengroep Coreini Leach, 1815
  - Geslachtengroep Cyllarini Stål, 1873
  - Geslachtengroep Daladerini Stål, 1873
  - Geslachtengroep Dasynini Bergroth, 1913
  - Geslachtengroep Discogastrini Stål, 1868
  - Geslachtengroep Gonocerini
  - Geslachtengroep Homoeocerini Amyot & Serville, 1843
  - Geslachtengroep Hypselonotini Bergroth, 1913
  - Geslachtengroep Latimbini Stål, 1873
  - Geslachtengroep Manocoreini Hsiao, 1964
  - Geslachtengroep Mecocnemini Hsiao, 1964
  - Geslachtengroep Mictini Amyot & Serville, 1843
  - Geslachtengroep Nematopodini
  - Geslachtengroep Petascelini Stål, 1873

- - Geslachtengroep Petascelini Stål, 1873
  - Geslachtengroep Phyllomorphini Mulsant & Rey, 1870
  - Geslachtengroep Placoscelini Stål, 1868
  - Geslachtengroep Prionotylini Puton, 1872
  - Geslachtengroep Procamptini Ahmad, 1964
  - Geslachtengroep Sinotagini Hsiao, 1963
  - Geslachtengroep Spartocerini
    - Geslacht Amblyomia Stål, 1870
    - Geslacht Mamurius Stål, 1862
- Onderfamilie Hydarinae Stål, 1873
  -     - Geslacht Corduba Stål, 1862
    - Geslacht Eohydara Bergroth, 1925
    - Geslacht Hydara Dallas, 1852
    - Geslacht Hydarella Bergroth, 1925
    - Geslacht Hydarellamixia Brailovsky, 1988
    - Geslacht Hydaropsis Hsiao, 1965
    - Geslacht Hydascelis Brailovsky, 2010
    - Geslacht Madura Stål, 1860
    - Geslacht Maduranoides Brailovsky, 1988
- Onderfamilie Meropachyinae
  - Geslachtengroep Merocorini Stål, 1870
  - Geslachtengroep Meropachyini
  - Geslachtengroep Spathophorini
- Onderfamilie Pseudophloeinae Stål, 1868
  - Geslachtengroep Clavigrallini Stål, 1873
  - Geslachtengroep Pseudophloeini Stål, 1868

## Alle in Nederland voorkomende randwantsen
- Onderfamilie Coreinae Leach, 1815
  - Geslachtengroep Anisoscelini
    - Leptoglossus occidentalis, bladpootrandwants

  - Geslachtengroep Coreini Leach, 1815
    - Coreus marginatus, zuringrandwants
    - Enoplops scapha, valse zuringrandwants
    - Spathocera dalmanii, schapenzuringrandwants
    - Syromastus rhombeus, ruitrandwants

  - Geslachtengroep Gonocerini
    - Gonocerus acuteangulatus, smalle randwants
    - Gonocerus juniperi, jeneverbesrandwants
- Onderfamilie Pseudophloeinae Stål, 1868
  - Geslachtengroep Pseudophloeini Stål, 1868
    - Arenocoris fallenii, reigersbekrandwants
    - Arenocoris waltlii, schaarse reigersbekrandwants
    - Ceraleptus lividus, oogstreeprandwants
    - Coriomeris denticulatus, bruine getande randwants
    - Coriomeris scabricornis, grijsbruine getande randwants

## Voorbeelden van buiten Europa levende randwantsen

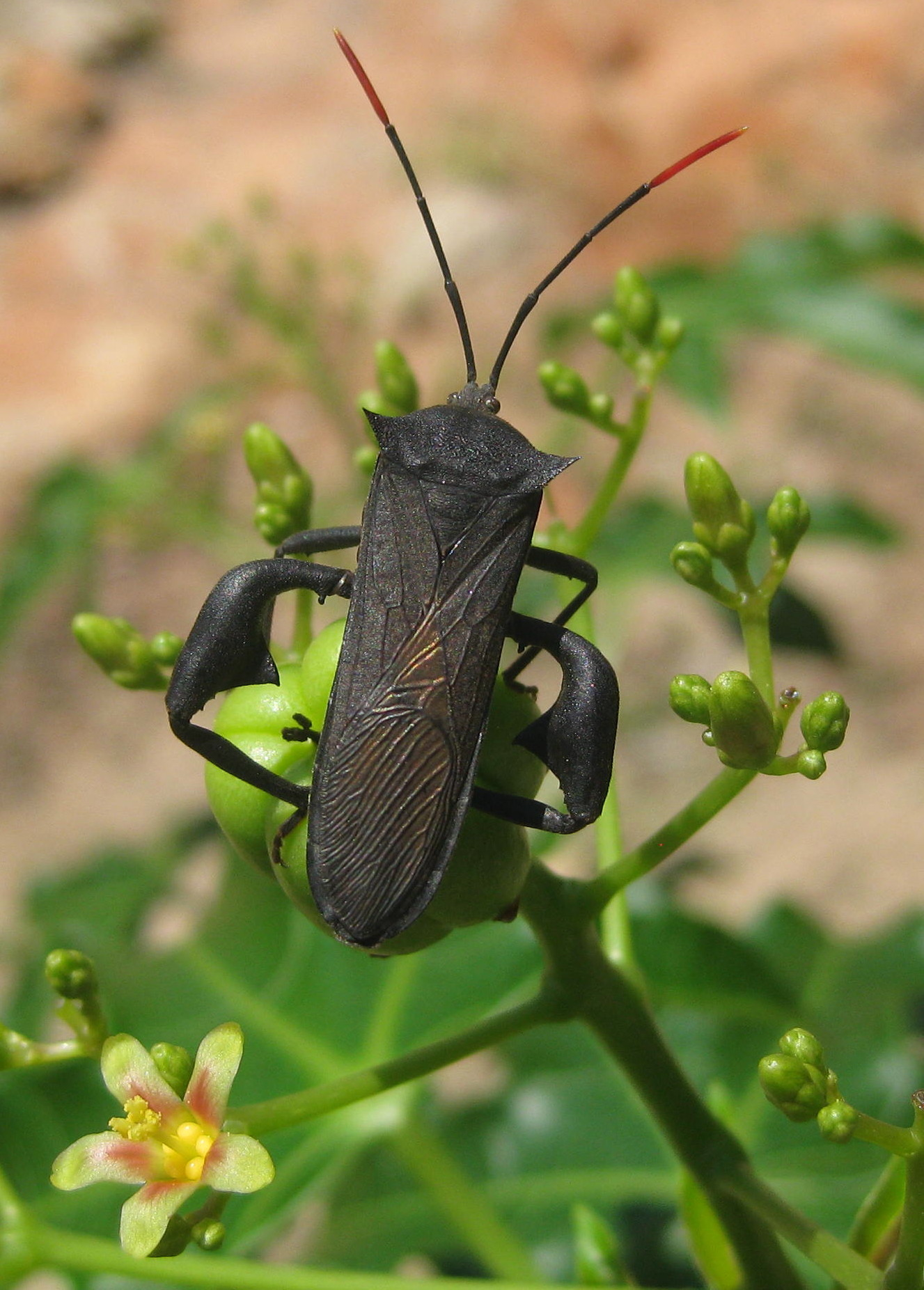
Anoplocnemis curvipes
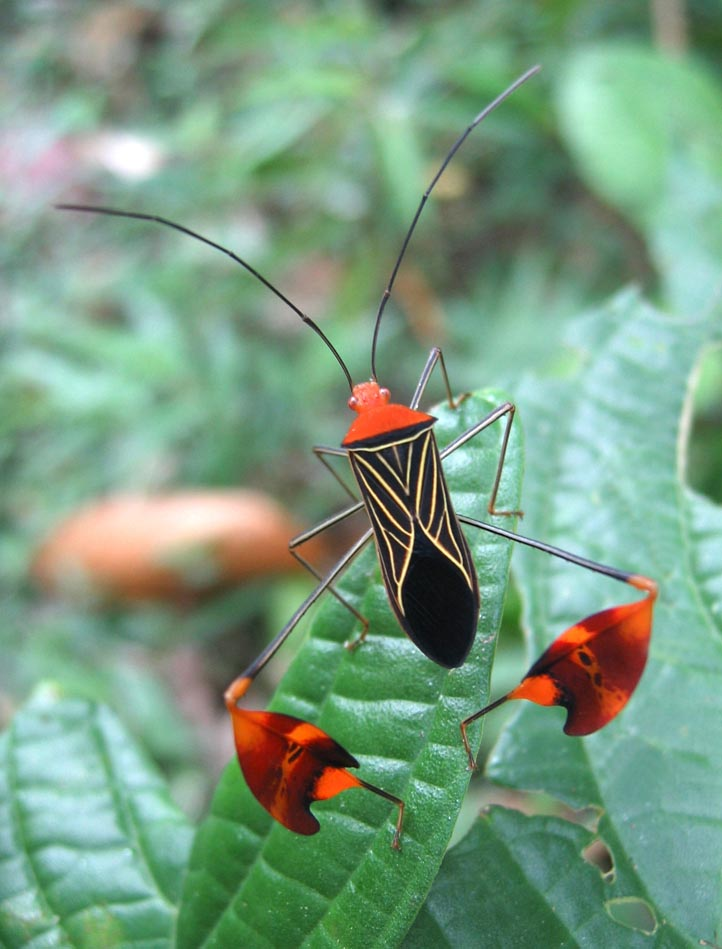
Anisocelis flavolineata
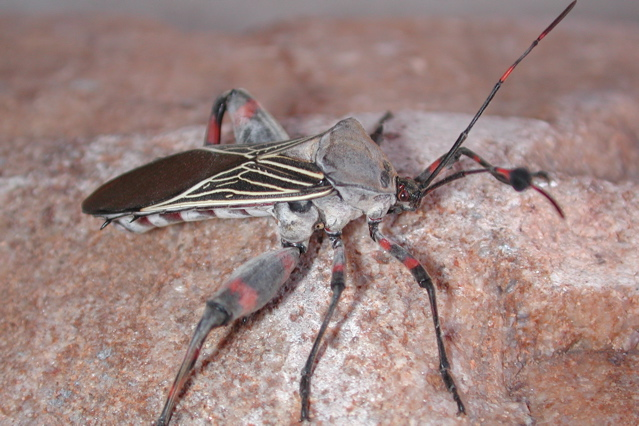
Thasus sp.
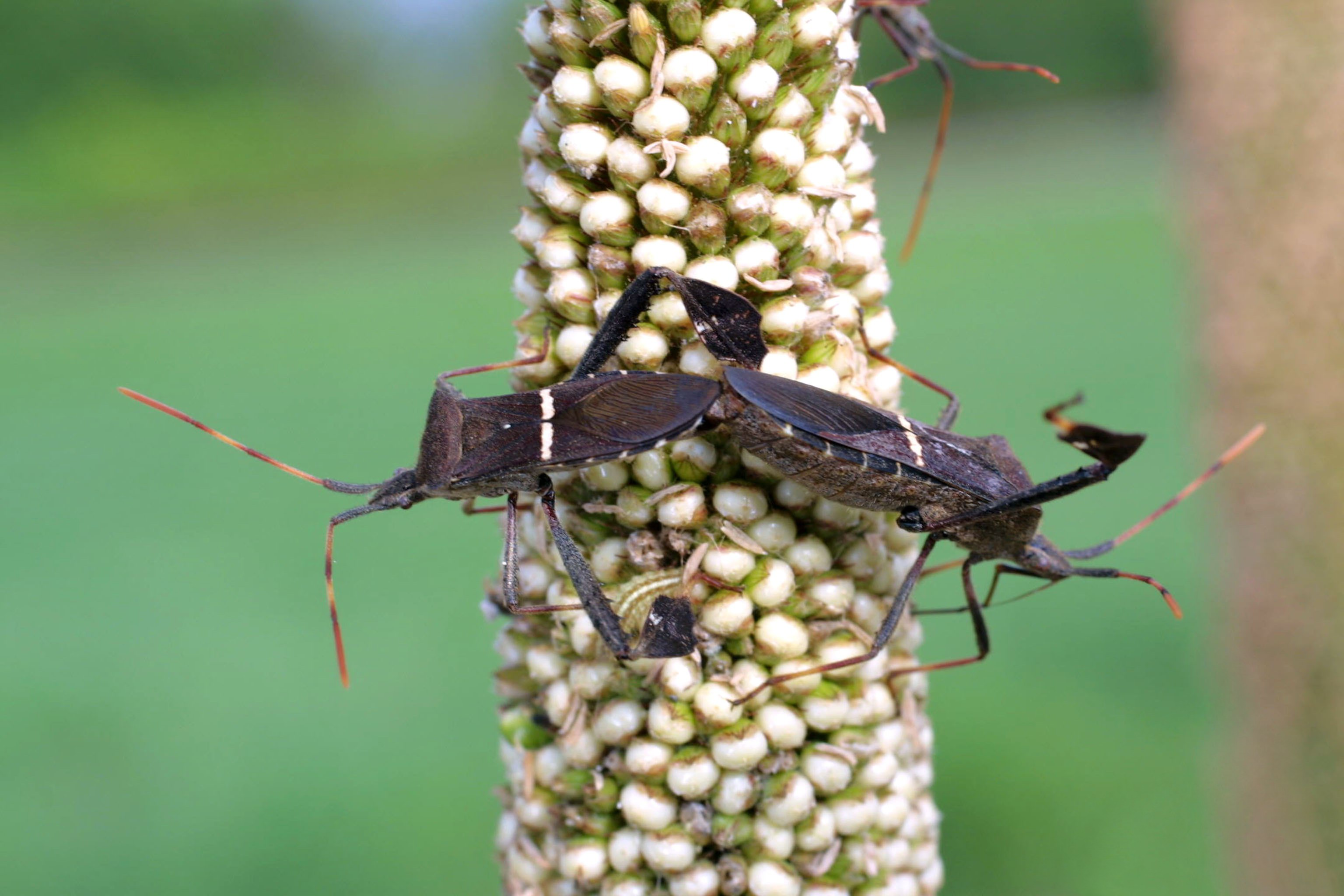
Leptoglossus phyllopus

## Bron
Het leven der dieren, deel II, blz. 211 in de tweede druk. Auteur van dit onderdeel: Peter Rietschel.